# Wackerfield
Wackerfield – osada w Anglii, w hrabstwie Durham. Leży 24 km na południowy zachód od miasta Durham i 361 km na północ od Londynu.